# Préchac-sur-Adour
Préchac-sur-Adour är en kommun i departementet Gers i regionen Occitanien i sydvästra Frankrike. Kommunen ligger i kantonen Plaisance som tillhör arrondissementet Mirande. År 2022 hade Préchac-sur-Adour 195 invånare.

## Befolkningsutveckling
Antalet invånare i kommunen Préchac-sur-Adour
Referens:INSEE